# Max Theiler
Pour les articles homonymes, voir Theiler.
Max Theiler (30 janvier 1899 à Pretoria - 11 août 1972 à New Haven, Connecticut, États-Unis) est un médecin américain d'origine sud-africaine. Il a reçu le Prix Lasker en 1949 et le prix Nobel de physiologie ou médecine en 1951, il devient ainsi le premier africain lauréat du prix.

## Biographie
Professeur de médecine tropicale à Harvard en 1923, il entre en 1930 à l'Institut Rockefeller.
En 1951, il est lauréat du prix Nobel de physiologie ou médecine « pour ses découvertes sur la fièvre jaune et comment la combattre ».

## Vie privée
Theiler est le fils de Sir Arnold Theiler, décoré de l'Ordre de Saint-Michel et Saint-Georges, fondateur et premier directeur de l'Institut vétérinaire d'Onderstepoort, et sa femme, Emma, Sophie Jegge ; il est également le frère de Gertrud Theiler, parasitologiste sud-africaine.